# Захарченко, Михаил Дмитриевич
Михаил Дмитриевич Захарченко (13 ноября 1910, Ялыновка, Херсонская губерния — 24 апреля 1983, Киев) — генерал-майор авиации Советской армии ВС Союза ССР, участник Великой Отечественной войны, Герой Советского Союза (1945).

## Биография
Родился 13 ноября 1910 года в селе Красно-Венедиктовка (ныне село Ялыновка Александрийского района Кировоградской области Украины) в многодетной семье крестьянина Дмитрия Марковича Захарченко. Окончил среднюю школу и сельскохозяйственную профшколу.
В 1928 году Захарченко был призван на службу в Рабоче-крестьянскую Красную армию. В 1930 году он окончил Качинскую военную авиационную школу лётчиков. С июня 1941 года — на фронтах Великой Отечественной войны.
К концу войны подполковник Михаил Захарченко командовал 175-м штурмовым авиаполком 305-й штурмовой авиадивизии 9-го штурмового авиакорпуса 15-й воздушной армии Ленинградского фронта. За время своего участия в войне он совершил 64 боевых вылета. Лётчики его полка в совокупности совершили более 5300 боевых вылетов, уничтожив либо повредив 91 самолёт и большое количество другой боевой техники противника.
Указом Президиума Верховного Совета СССР от 18 августа 1945 года за «умелое командование полком, героизм и отвагу, проявленные при выполнении боевых заданий» подполковник Михаил Захарченко был удостоен высокого звания Героя Советского Союза с вручением ордена Ленина и медали «Золотая Звезда» за номером 8644.
После окончания войны Захарченко продолжил службу в Советской армии. В 1951 году окончил Военно-воздушную академию. Вышел в отставку в звании генерал-майора авиации. Проживал в Киеве. Умер 24 апреля 1983 года, похоронен на Байковом кладбище Киева.
Был награждён двумя орденами Ленина, двумя орденами Красного Знамени, орденом Александра Невского, двумя орденами Отечественной войны 1-й степени, тремя орденами Красной Звезды, рядом медалей.

## Память
- Имя на Стеле Героев в Кривом Роге.